# Хај Поинт (Северна Каролина)
Хај Појнт (енгл. High Point) град је у америчкој савезној држави Северна Каролина.

## Демографија
По попису из 2010. године број становника је 104.371, што је 18.532 (21,6%) становника више него 2000. године.
|                   | 2010.            | 2000.           |
| Укупно            | 104 371 (100,0%) | 85 839 (100,0%) |
| Белци             | 52 612 (50,41%)  | 50 176 (58,45%) |
| Афроамериканци    | 34 394 (32,95%)  | 27 275 (31,77%) |
| Хиспаноамериканци | 8 847 (8,476%)   | 4 197 (4,889%)  |
| Азијати           | 6 345 (6,079%)   | 2 872 (3,346%)  |
| Остали            | 2 173 (2,082%)   | 1 319 (1,537%)  |